# 愛国路駅
座標: 北緯31度16分55.1秒 東経121度32分52.4秒 / 北緯31.281972度 東経121.547889度
愛国路駅（あいこくろえき、中国語簡体字：爱国路站、英語：Aiguo Road Station）は、中華人民共和国上海市楊浦区長陽路内江路の交差点付近にある駅。上海軌道交通12号線の32駅の一つ。

## 駅歴史
- 計画時　最初に「内江路」の駅名を設定した。しかし、最終的に「愛国路」に変更された。
- 2008年12月30日　12号線の建設が開始。
- 2013年12月29日　12号線の東段（愛国路駅を含む）が建設完了。当駅が開業。

## 駅出口及び周辺
四つの出口がある。
1、2番：長陽路
3、4番：長陽路、内江路
付近に上海市青少年業余足球（アマチュアサッカー）学校や上海市楊浦区民防工事管理所や上海市楊浦区行政学院などがある

## 駅構造

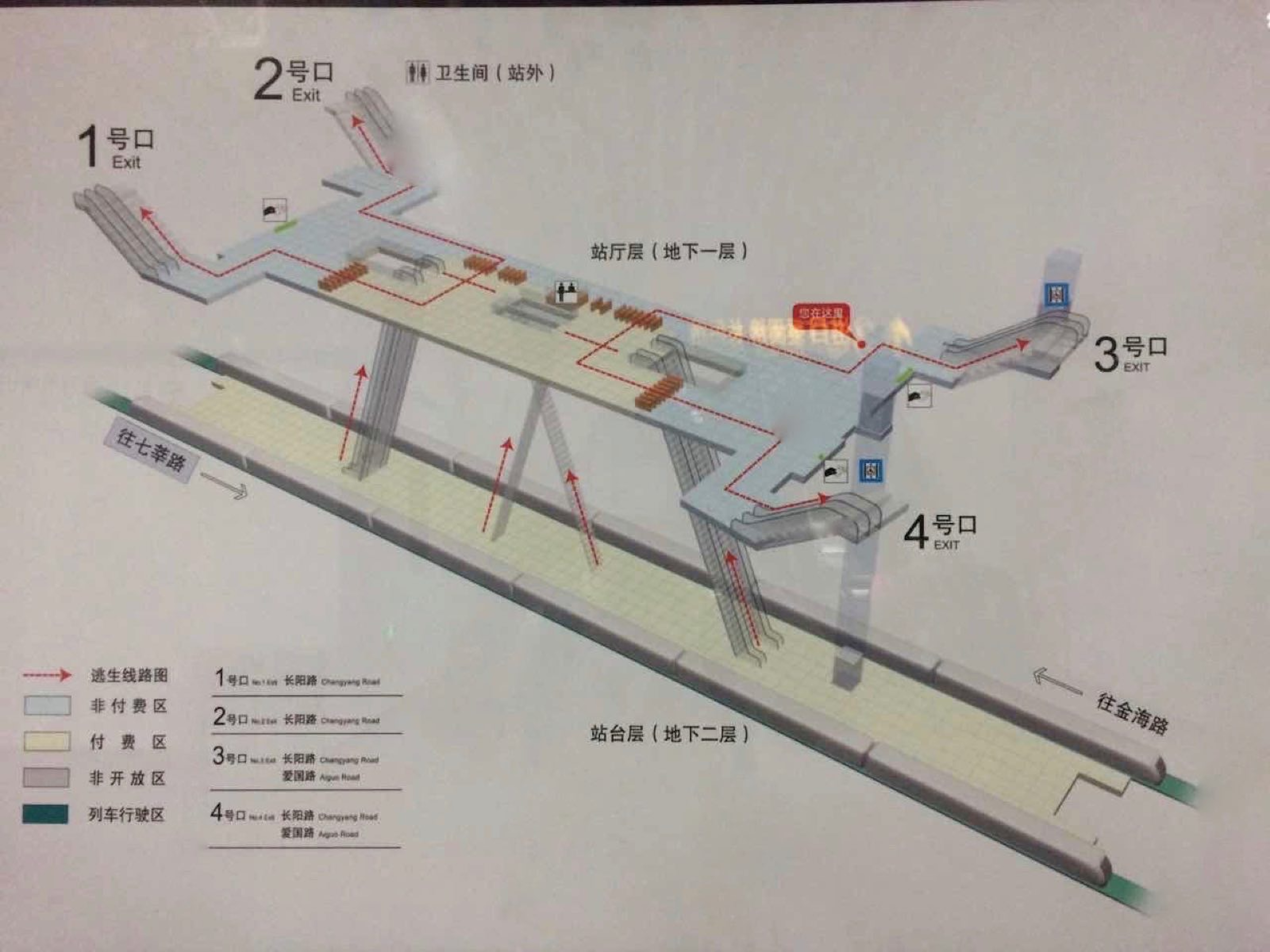
愛国路駅構造案内図。2017年8月2日撮影。

改札階までエレベーター・エスカレーター・階段がある。改札口前に安全検査マシンが設置された。地下駅には1面2線ホーム。

### のりば
| 路線    | 行先   |
| ------- | ------ |
| ■12号線 | 金海路 |
| ■12号線 | 七莘路 |

## 隣の駅
- ■12号線

- 隆昌路駅 - 愛国路駅 - 復興島駅

## ギャラリー

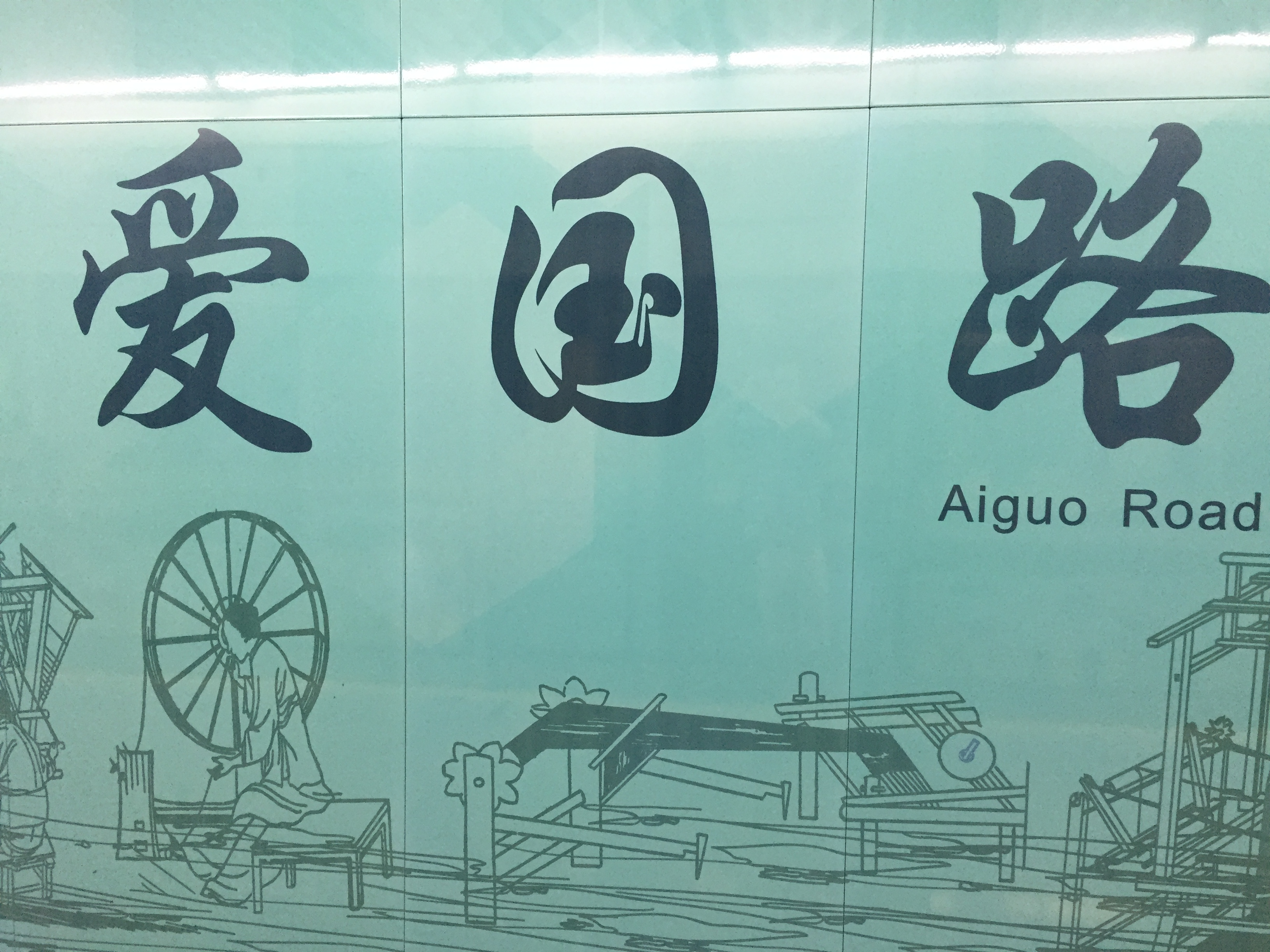
「愛国路」の駅名標（2016年7月20日）
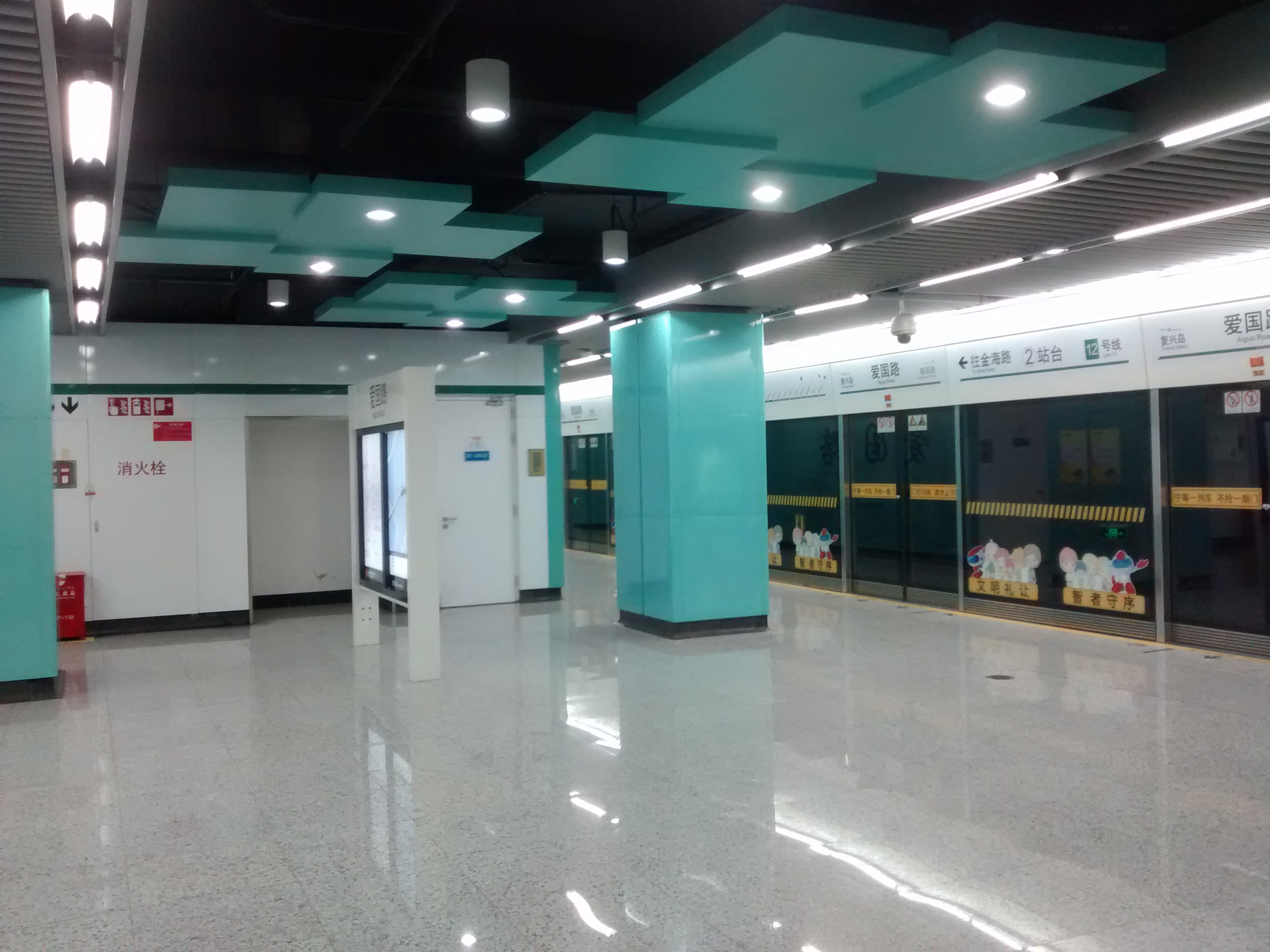
愛国路駅の地下ホーム（2015年８月15日）